# Microdrillia
Microdrillia is een geslacht van weekdieren uit de klasse van de Gastropoda (slakken).

## Soorten
- Microdrillia circumvertens (Melvill & Standen, 1901)
- Microdrillia commentica (Hedley, 1915)
- Microdrillia crispata (Cristofori & Jan, 1832)
- Microdrillia difficilis (E. A. Smith, 1879)
- Microdrillia dinos Kilburn, 1986
- Microdrillia fastosa (Hedley, 1907)
- Microdrillia niponica (E. A. Smith, 1879)
- Microdrillia optima (Thiele, 1925)
- Microdrillia pakaurangia Powell, 1942 †
- Microdrillia patricia (Melvill, 1904)
- Microdrillia sagamiensis Kuroda & Oyama, 1971
- Microdrillia sansibarica (Thiele, 1925)
- Microdrillia stephensensis Laseron, 1954
- Microdrillia trina Mansfield, 1925
- Microdrillia triporcata (E. A. Smith, 1879)
- Microdrillia zeuxippe (Dall, 1919)